# Dolní Libina
Dolní Libina (också Moravská Libina, tyska: Böhmisch Liebau) är en by och en kommundel i Tjeckien. Den ligger i regionen Olomouc, i den östra delen av landet, 190 km öster om huvudstaden Prag. Dolní Libina ligger 271 meter över havet och antalet invånare är 525 (2001).
Terrängen runt Dolní Libina är kuperad norrut, men söderut är den platt. Runt Dolní Libina är det ganska tätbefolkat, med 80 invånare per kvadratkilometer. Närmaste större samhälle är Uničov, 9,7 km söder om Dolní Libina. Trakten runt Dolní Libina består till största delen av jordbruksmark.